# Елица и Стојан
Елица и Стојан (буг. Елица & Стоян) су бугарски музички дуо. Године 2007, Елица Тодорова и Стојан Јанкулов су били кандидати за Бугарску на такмичењу Песма Евровизије 2007. године. Њихово 5. место са песмом „Вода“, било је највише место које је Бугарска пласирала до Песме Евровизије 2016. године. У марту 2013. дуо је изабран да по други пут представља Бугарску на такмичењу за песму Евровизије 2013. у Малмеу у Шведској. Наступили су у другом полуфиналу 16. маја 2013. са песмом „Само Шампиони“, али се нису пласирали у финале.

## Каријера
Елица и Стојан упознали су се 2003. године. 2007. победили су на Песен на Евровизији 2007. и представљали Бугарску на Песми Евровизије 2007. са песмом „Вода (Water)“. Касније су објавили свој други сингл "Earth".
Дана 10. фебруара 2013. године, Елица и Стојан су изабрани од стране Бугарске националне телевизије (БНТ) да представљају Бугарску на Песми Евровизије 2013. године. Бугарска национална селекција одржана је 3. марта 2013. са две песме изједначене за прво место после комбинованог гласања жирија и публике, „Кисмет“ и „Само Шампиони“. Кисмет је изабран за победничку песму, међутим 11. марта 2013, БНТ је повукао „Кисмет“ због забринутости за ауторска права и заменио је са „Само шампиони“.